# Sree Kedar
Sree Kedar (nep. श्रीकेदार) – gaun wikas samiti w zachodniej części Nepalu w strefie Mahakali w dystrykcie Baitadi. Według nepalskiego spisu powszechnego z 2011 roku liczył on 405 gospodarstw domowych i 1979 mieszkańców (1100 kobiet i 879 mężczyzn).